# Cordillera de la Totora
La cordillera de la Totora es una cadena montañosa ubicada en el departamento de Calingasta en el sudoeste de la provincia de San Juan, Argentina. La misma forma parte del sector denominado "Cordillera Frontal" en San Juan de la cordillera de los Andes.
Su cumbre más elevada es el cerro la Totora de 5800 m de altura el cual se encuentra al oeste de la población de Calingasta, y al norte del cordón montañoso de Ansilta.

## Características
La cordillera es un conjunto montañoso del paleozoico que fue trabajado tectónicamente. El mismo está formado por sedimentos depositados durante el Paleozoico Inferior (rocas ígneas tales como granitos y porfiritas), y rocas metamórficas del Devónico sobre las que se han depositado sedimentos marinos provenientes del Carbonífero hasta principios del Pérmico. 
Se distingue por sus rocas plutónicas y volcánicas del Pérmico-Triásico que se encuentran en estratos de grandes dimensiones.